# Stinatz
Stinatz [ʃtiˈnaːt͡s] (kroatisch Stinjaki; ungarisch Pásztorháza, Stinácz) ist eine österreichische Marktgemeinde im Bezirk Güssing im Burgenland mit 1193 Einwohnern (Stand 1. Jänner 2025).
Nach der Volkszählung 2001 bekennen sich 53,9 Prozent der Einwohner zur Volksgruppe der Burgenlandkroaten, und 8,1 Prozent bekennen sich als Kroaten. 30,7 Prozent geben als Umgangssprache Deutsch an.

## Geografie

### Geografische Lage
Die Gemeinde liegt im Südburgenland im Bezirk Güssing.

### Gemeindegliederung
In Stinatz gibt es zwei Ortsteile: Stinatz und Stinatz-Nord.

### Nachbargemeinden
| Wolfau     | Wolfau                                      | Litzelsdorf              |
| Wörterberg | Kompassrose, die auf Nachbargemeinden zeigt | Litzelsdorf              |
| Hackerberg | Hackerberg                                  | Ollersdorf im Burgenland |

### Gewässer
Durch Stinatz fließen vier Bäche: Bach von Stinatz, Lisstenbach, Sommersbach, Hartlsbach. Der Bach von Stinatz mündet in den Lisstenbach, die anderen drei münden in die Strem.

## Geschichte
Als Folge der Türkenkriege zogen im 16. Jahrhundert Familien aus Kroatien in die Gegend. Ihre Ansiedlung wurde 1577 erstmals urkundlich erwähnt. Der Ort gehörte wie das gesamte Burgenland bis 1920/21 zu Ungarn (Deutsch-Westungarn). Ab 1898 musste aufgrund der Magyarisierungspolitik der Regierung in Budapest der ungarische Ortsname Stinacz verwendet werden.
Nach Ende des Ersten Weltkriegs wurde Deutsch-Westungarn 1919 nach zähen Verhandlungen in den Verträgen von St-Germain und Trianon Österreich zugesprochen. Der Ort gehört seit 1921 zum neu gegründeten Bundesland Burgenland (siehe auch Geschichte des Burgenlandes).
Am 26. Juli 1944 stürzte ein amerikanischer Boeing B-17-Bomber nach einem Luftkampf mit deutschen Jagdflugzeugen auf das Gemeindegebiet von Stinatz. Von den neun Besatzungsmitgliedern konnten sich sechs mit dem Fallschirm retten.
Marktgemeinde ist Stinatz seit 2. Juli 1977. Bei den Feierlichkeiten, bei denen auch das Heimathaus eröffnet wurde, waren unter anderen Bundespräsident Rudolf Kirchschläger und der burgenländische Landeshauptmann Theodor Kery anwesend.

### Bombenanschlag 1995
Am 6. Februar 1995 gegen elf Uhr, zwei Tage nach dem Vierfachmord von Oberwart, wurde in Stinatz Erich Preiszler, einem Mitarbeiter des Umweltdienstes Burgenland, durch eine Sprengfalle des Bombenlegers Franz Fuchs die Hand zerfetzt. Zudem waren an zwei Burgenland-Kroatinnen zuvor beziehungsweise nachher Briefbomben adressiert, deren Detonation jedoch weder die Grünen-Politikerin Terezija Stoisits noch Angela Resetarits verletzte. In einem Wartehäuschen der Nachbargemeinde Ollersdorf fand sich ein Bekennerbrief der Bajuwarischen Befreiungsarmee „BBA“, in dem es unter anderem hieß: „Sifkovits, Grandits, Stoisits, Resetarits und Janisch zurück nach Dalmatien“.

## Kultur und Sehenswürdigkeiten

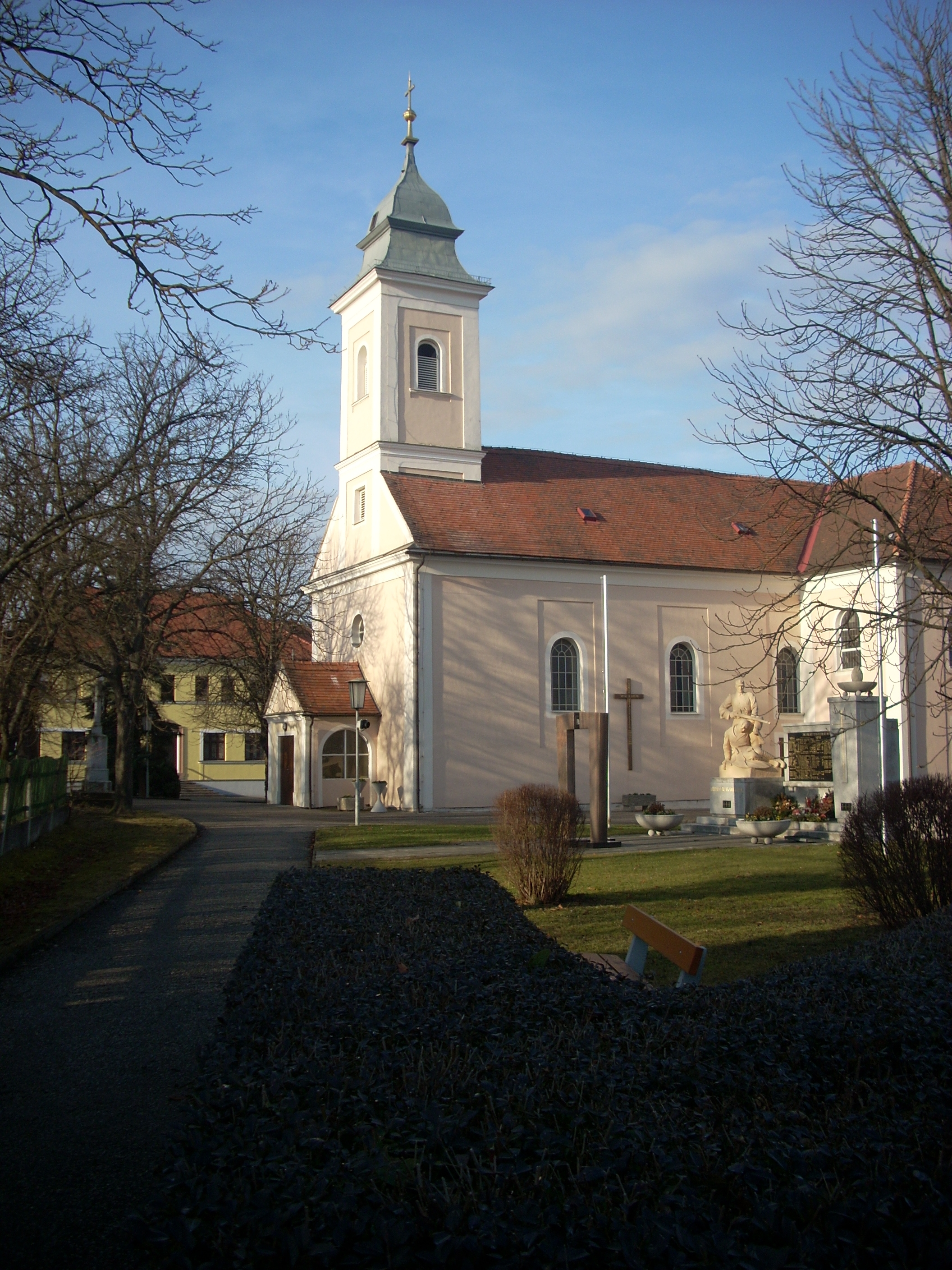
Pfarrkirche Stinatz

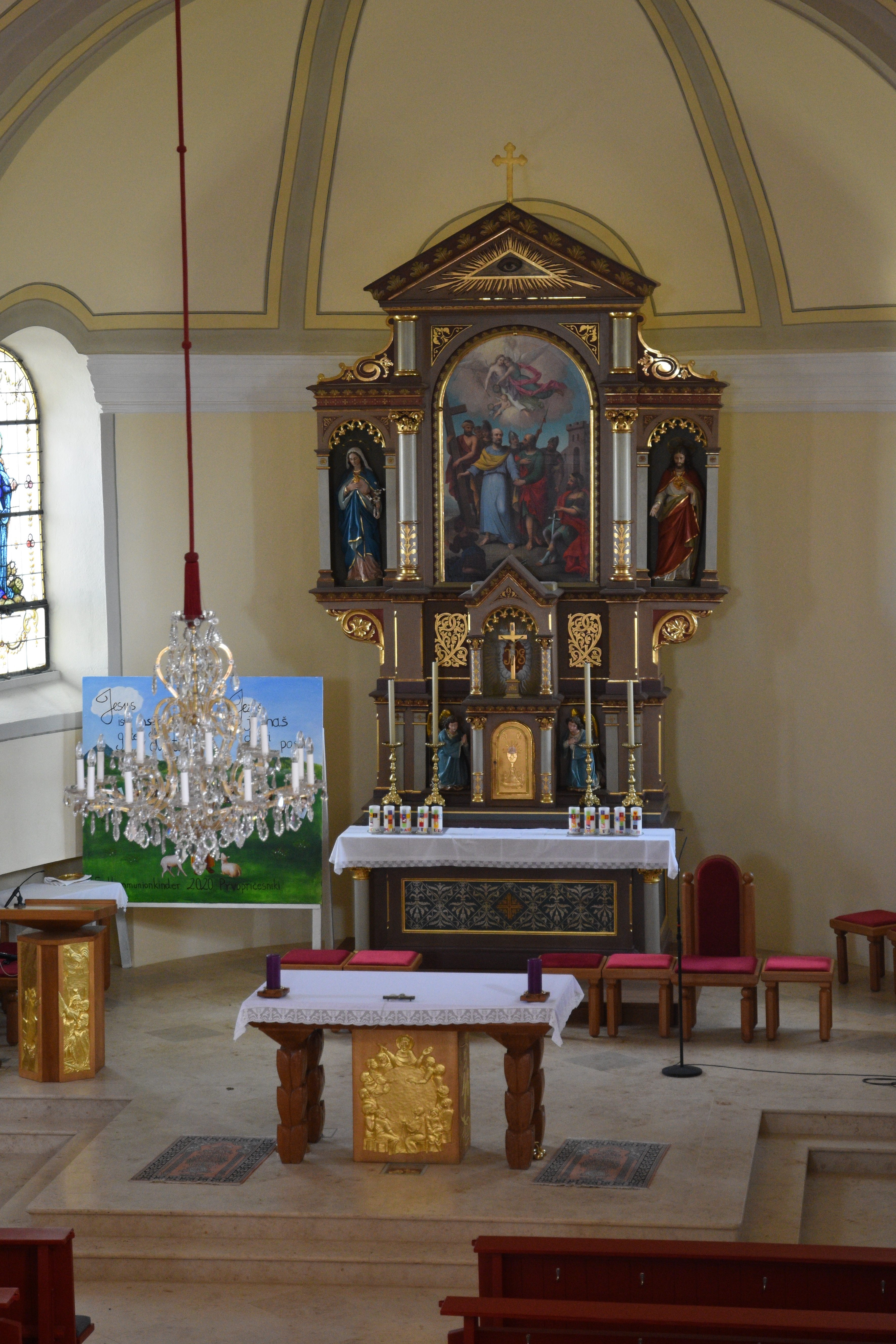
Der Hochaltar der Pfarrkirche

- Katholische Pfarrkirche Stinatz:  Katholische Pfarrkirche Hl. Peter und Paul
- Heimathaus Stinatz[8]

### Traditionelle Besonderheiten in Stinatz
Stinatz hat aufgrund der kroatischen Herkunft seiner Bevölkerung eine Bindung zur kroatischen Sprache und Kultur. Traditionen, wie die Stinatzer Hochzeit, die zum Immateriellen Kulturerbe in Österreich zählt, werden seit Generationen erhalten und weitergelebt. Vorzeigebeispiel dafür ist die Festtagstracht der Stinatzer.
Sie wird bei wichtigen Anlässen wie auch bei Hochzeiten von Brautführer und Brautführerin getragen.

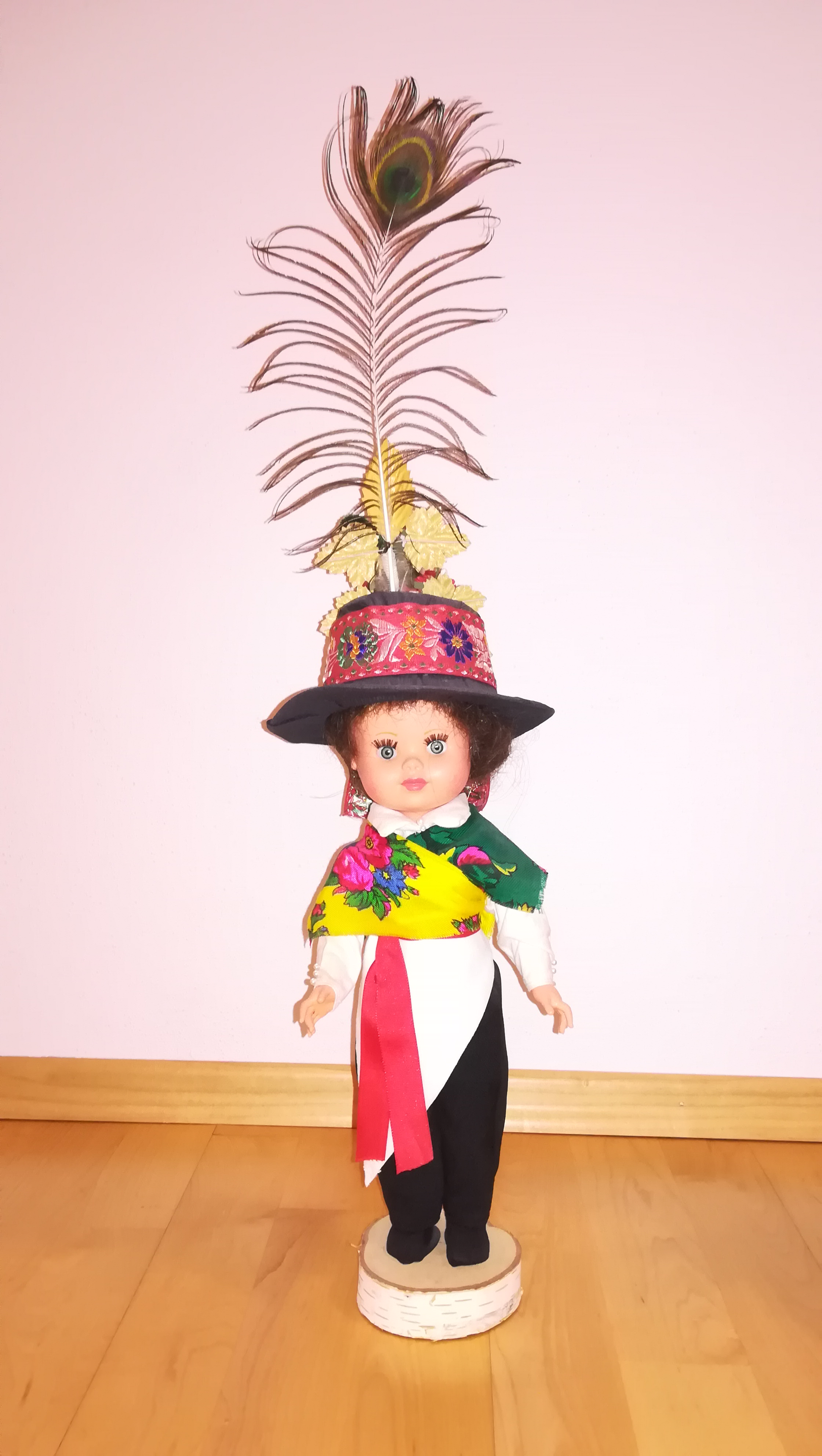
Festtagstracht des Mannes
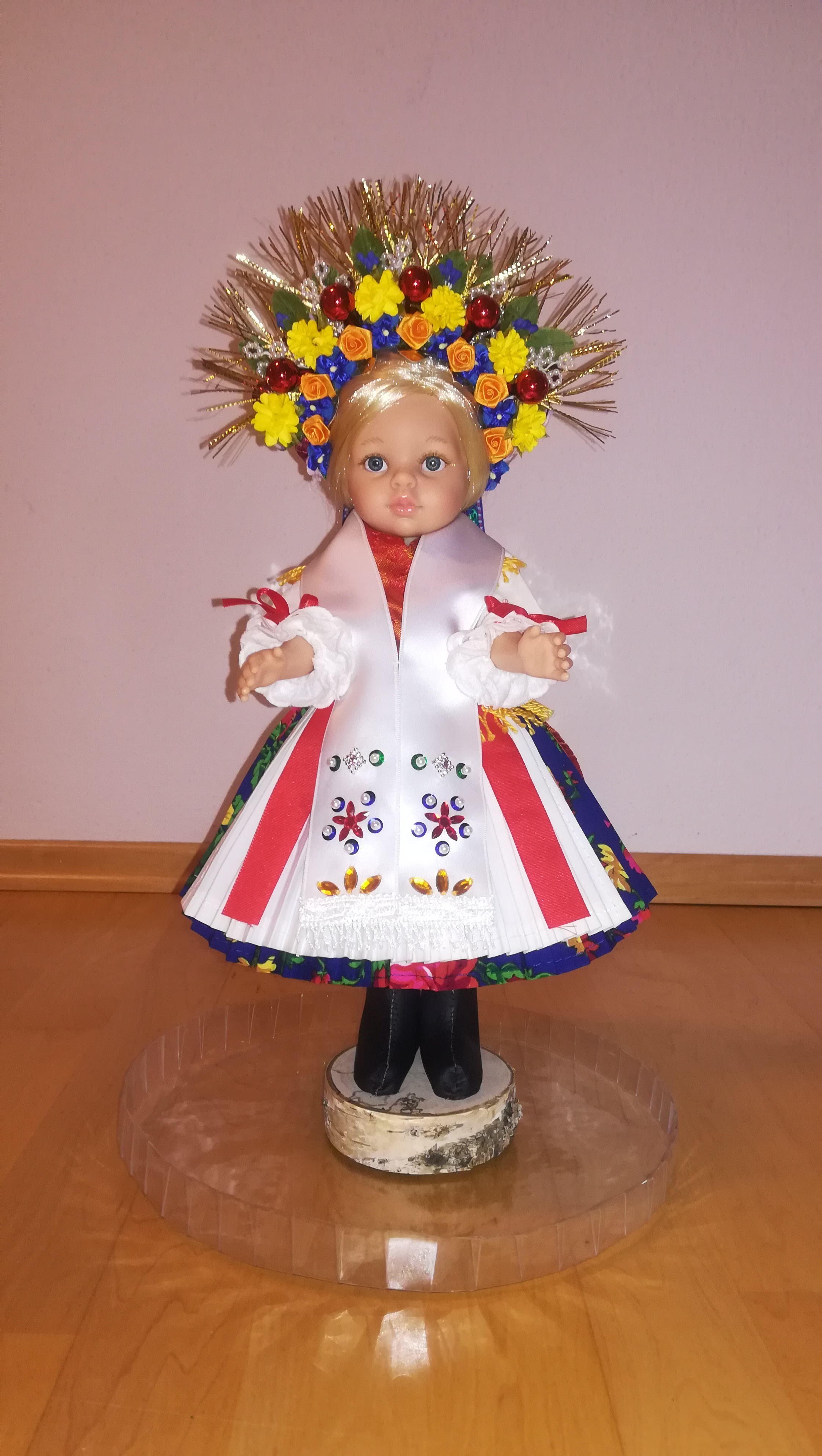
Festtagstracht der Frau von vorne
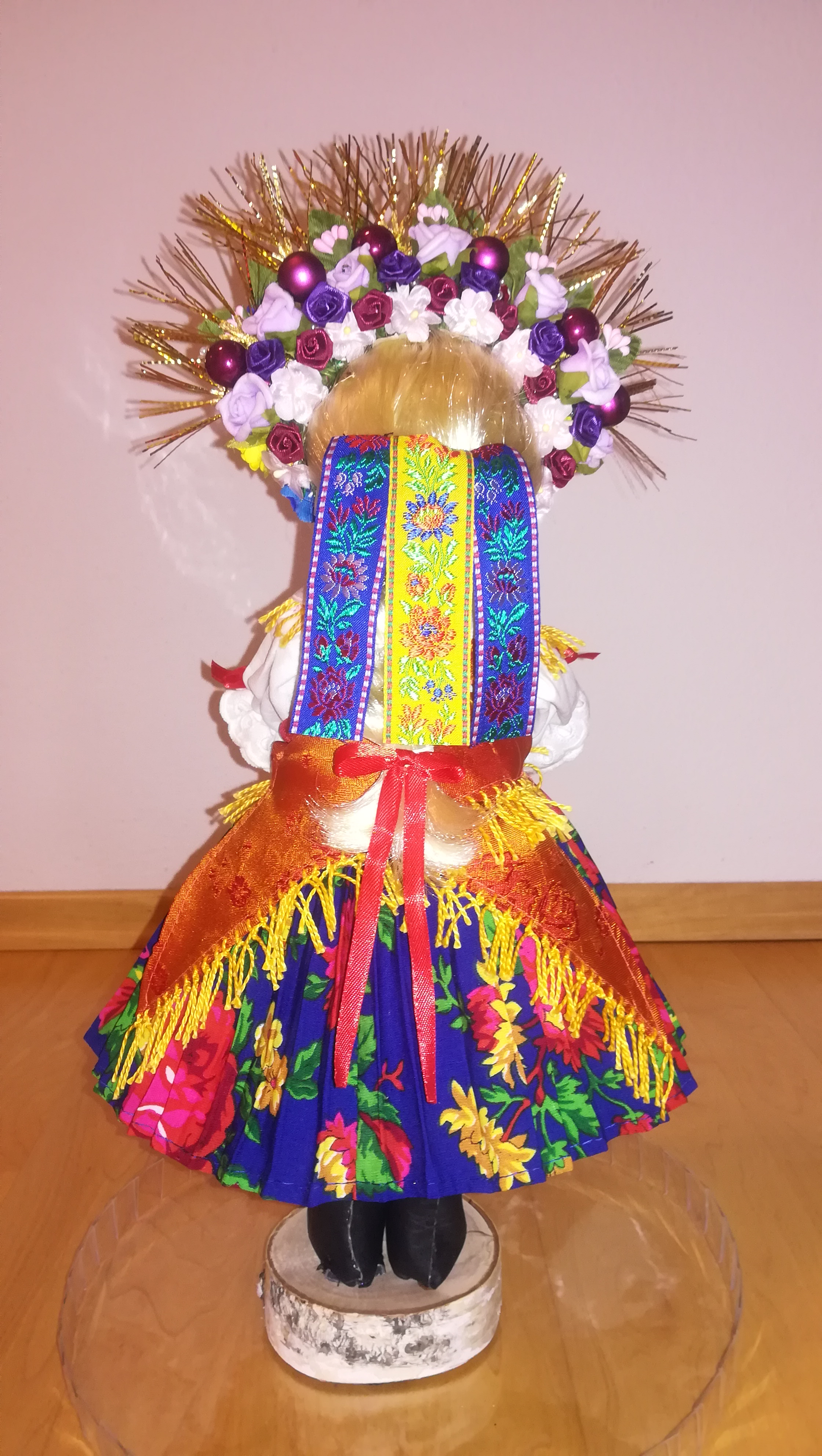
Festtagstracht der Frau von hinten

### Vereine
- FC Stinatz: Der neue Fußballverein FC Stinatz wurde 2020 als Nachwuchsverein gegründet. Die Kampfmannschaft nahm in der Herbstsaison 2023 wieder den Spielbetrieb auf.
- Fußballverein ASKÖ Stinatz: Der Fußballverein ASKÖ Stinatz spielte in der Landesliga Burgenland, der Abstieg erfolgte in der Saison 2013/14. Der Abstieg von der 2. Liga Süd erfolgte gleich darauf. Der Fußballverein ASKÖ Stinatz wurde im Jahr 2015 aufgelöst.
- Tennisverein ASKÖ TC Stinatz: Der Tennisverein ASKÖ TC Stinatz besteht seit dem 26. Juli 1979.
- Stinatzer Jugend[1]
- Laufclub LC Tiger Stinatz: Der Laufclub LC Tiger Stinatz veranstaltet seit dem Jahre 1995 den Internationalen Stinatzer Halbmarathon.

- Musikverein Stinatz
- Stinjacko Kolo: Folklore-Ensemble (Tamburizza + Volkstanz)
- Naturfreunde Stinatz
- Verschönerungsverein
- Stinatz Ozelots Flag Football: Die Ozelots wurden im Jänner 2019 gegründet. Bisherige Titel: Flag Liga Austria 3 Meister 2021, Bgld. Landesmeister 2023
- Red Crashers
- Stinatzer Harpyiens

### Regelmäßige Veranstaltungen
- Kirtag (Verschönerungsverein)
- Fitmarsch (Naturfreunde Stinatz)
- Waldfest (Freiwillige Feuerwehr Stinatz)
- Pfarrfest (Pfarre Stinatz)
- Musikertreffen (Musikverein Stinatz)
- Feuerwehrball (Freiwillige Feuerwehr Stinatz)
- Tiger-Heuriger (LC Tiger) (im Jahre 2014 der erste „Stinatzer-Opernball“)

## Wirtschaft und Infrastruktur

### Bildung
In Stinatz werden sowohl der Kindergarten als auch die Volksschule zweisprachig (deutsch/burgenlandkroatisch) geführt. Weiters betreibt die Gemeinde eine öffentliche Bücherei.

### Verkehr
Das Gemeindegebiet von Stinatz wird weder von einer überregionalen Straße erschlossen noch besitzt Stinatz eine Eisenbahnverbindung. Aufgrund der nahe vorbeiführenden Süd-Autobahn A2 ist die verkehrliche Erschließung dennoch als gut einzustufen.
Die nächstliegenden Bahnstationen befinden sich in Hartberg und Sankt Johann in der Haide in der Steiermark.

## Politik

### Gemeinderat
Der Gemeinderat umfasst aufgrund der Anzahl der Wahlberechtigten insgesamt 19 Mitglieder. Bei der letzten Wahl entfielen auf die SPÖ 11 Mandate und auf die ÖVP 8 Mandate.
| Partei          | 2022  | 2022  | 2022  | 2017    | 2017    | 2017    | 2012    | 2012    | 2012    | 2007    | 2007    | 2007    | 2002    | 2002    | 2002    | 1997    | 1997    | 1997    |
| Partei          | Sti.  | %     | M.    | Sti.    | %       | M.      | Sti.    | %       | M.      | Sti.    | %       | M.      | Sti.    | %       | M.      | Sti.    | %       | M.      |
| --------------- | ----- | ----- | ----- | ------- | ------- | ------- | ------- | ------- | ------- | ------- | ------- | ------- | ------- | ------- | ------- | ------- | ------- | ------- |
| SPÖ             | 553   | 57,42 | 11    | 515     | 53,81   | 10      | 456     | 47,50   | 9       | 495     | 54,64   | 10      | 602     | 66,37   | 13      | 485     | 59,00   | 11      |
| ÖVP A1          | 410   | 42,58 | 8     | 442     | 46,19   | 9       | 504     | 52,50   | 10      | 411     | 45,36   | 9       | 305     | 33,63   | 6       | 337     | 41,00   | 8       |
| Wahlberechtigte | 1197  | 1197  | 1197  | 1166    | 1166    | 1166    | 1150    | 1150    | 1150    | 1097    | 1097    | 1097    | 1083    | 1083    | 1083    | 1043    | 1043    | 1043    |
| Wahlbeteiligung | 85,13 | 85,13 | 85,13 | 90,22 % | 90,22 % | 90,22 % | 90,52 % | 90,52 % | 90,52 % | 88,61 % | 88,61 % | 88,61 % | 90,49 % | 90,49 % | 90,49 % | 90,51 % | 90,51 % | 90,51 % |

### Gemeindevorstand
Neben Bürgermeister Andreas Grandits (ÖVP) und Vizebürgermeisterin Sandra Kirisits (SPÖ) gehören weiters die Gemeinderäte Mathias Reichart (SPÖ), Katharina Kreuter (SPÖ) und Christian Wagner (ÖVP) dem Gemeindevorstand an.

### Bürgermeister
Bürgermeister ist Andreas Grandits (ÖVP).
Nachdem Alfred Grandits (SPÖ), der seit 1986 der Gemeinde vorstand, am 30. September 2009 aus gesundheitlichen Gründen als Bürgermeister zurücktrat, musste laut Gemeindewahlordnung im Jänner 2010 eine Neuwahl durchgeführt werden. Bei dieser konnte sich der bisherige Vizebürgermeister Andreas Grandits (ÖVP) gegen den Mitbewerber der SPÖ, Otto Zsivkovits, durchsetzen. Bei der Bürgermeisterdirektwahl am 7. Oktober 2012 wurde Andreas Grandits mit 64,10 % gegenüber Josef Kreitzer (SPÖ), der auf 35,90 % kam, gewählt. Bei der Bürgermeisterdirektwahl 2017 erreichte Andreas Grandits 54,11 % gegen Josef Kreitzer (45,89 %).
Vom Gemeinderat wurde Kreitzer neuerlich zum Vizebürgermeister gewählt. Seit Februar 2024 ist Sandra Kirisits (SPÖ) Vizebürgermeisterin.

### Wappen
Der Gemeinde wurde 1977 folgendes Wappen verliehen:
Blasonierung: „In Blau über gekreuzten silbernen Schlüsseln eine silberne Tiara (Papstkrone).“
Die Symbole Papstkrone und Schlüssel werden im Siegel seit dem 18. Jahrhundert geführt. Sie stehen für den Apostel Petrus, dem die Pfarrkirche geweiht ist.

### Partnerschaften
Stinatz besitzt seit 1995 eine Partnerschaft mit der italienischen Gemeinde Acquaviva Collecroce, die in der italienischen Region Molise liegt. In dieser Gemeinde mit 605 Einwohnern wird die Moliseslawische Sprache gepflegt. Des Weiteren gibt es eine nationale Partnerschaft mit der niederösterreichischen Gemeinde Lanzendorf.
Ebenfalls besteht seit 2013 eine Feuerwehr-Partnerschaft mit der rumänischen Feuerwehr aus Girișu de Criș.

## Sonstiges
Eine gewisse Bekanntheit im deutschen Sprachraum erlangte der Ort durch das Lied „Fürstenfeld“ (1984) der Gruppe S.T.S., in dem es heißt: „I spü höchstens nu in Graz, Sinabelkirchen und Stinatz“ („Ich spiele höchstens noch in Graz, Sinabelkirchen und Stinatz“) sowie in jüngerer Zeit durch den „Freibadsong“ und Romane des Kabarettisten und Autors Thomas Stipsits. Im Jahre 2024 erschien der Film Kopftuchmafia basierend auf dem gleichnamigen Buch von Thomas Stipsits.

## Persönlichkeiten

### Söhne und Töchter
- Ferdinand Grandits (1932–2020), burgenländischer Landespolitiker
- Valentin Zsifkovits (1933–2019), römisch-katholischer Theologe, Sozialethiker und Priester
- Thomas Resetarits (1939–2022), Bildhauer
- Lukas Resetarits (* 1947), Kabarettist
- Willi Resetarits (1948–2022), Musiker und Menschenrechtsaktivist, alias Kurt Ostbahn
- Marijana Grandits (* 1954), Politikerin
- Terezija Stoisits (* 1958), Politikerin der Grünen und Volksanwältin
- Martin Zsivkovits (* 1955), Direktor des zweisprachigen Gymnasiums in Oberwart (1992–2020), Slawist
- Philipp Siegl, (* 1993), Fußballer
- Daniel Siegl, (* 1988), Fußballer
- Markus Hegedüs, (* 1995), Flag-Footballer

### Personen mit Beziehung zur Gemeinde
- Peter Jandrisevits (1879 Sulz – 1938 Schandorf), österreichischer Geistlicher und Politiker. Jandrisevits war zwischen 1923 und 1927 Abgeordneter im Burgenländischen Landtag und zwischen dem 12. November 1906 und dem 15. Juni 1924 Administrator bzw. Pfarrer von Stinatz.
- Ernst A. Grandits (* 1951 Wien), österreichischer Autor, Filmemacher und Journalist, Moderator bei 3Sat
- Peter Resetarits (* 1960), ORF-Moderator (TV)
- Thomas Stipsits (* 1983 Leoben), österreichischer Kabarettist und Schauspieler mit Stinatzer Wurzeln
- Ägidius Zsifkovics (* 1963 Güssing), Bischof der Diözese Eisenstadt, mit Stinatzer Wurzeln